# Port (Berne)
Pour les articles homonymes, voir Port (homonymie).
Port est une commune suisse du canton de Berne, située dans l'arrondissement administratif de Bienne.

## Constructions
Lors de la 1re correction des eaux du Jura (1868-1878), un canal a été construit pour pratiquer une nouvelle sortie du lac de Bienne, à Nidau. La Thielle y rejoint ce canal, appelé le canal de Nidau-Büren.
Lors de la 2e correction, en 1939, le barrage de régulation de Port a été construit, il comporte une écluse. Ce barrage est utilisé comme un pont pour traverser le canal de Brügg à Port.
En 1995, une centrale électrique au fil de l'eau y a été construite sur le territoire de la commune de Brügg. Elle a une production annuelle de 25 GWh.

## Transports
- Bus en direction de Bienne et de Nidau
- Sur la ligne de bateau Bienne - Soleure, arrêt dans l'écluse

## Personnalités
- Peter Atteslander, professeur de sociologie